# Aleksy (Owsiannikow)
Aleksy, imię świeckie Ołeksandr Ołeksandrowycz Owsiannikow (ur. 23 listopada 1973 we wsi Studenok, rejon iziumski, obwód charkowski) – biskup Ukraińskiego Kościoła Prawosławnego Patriarchatu Moskiewskiego w 2022, biskup Rosyjskiego Kościoła Prawosławnego od 2022.

## Życiorys
W 1991 r. ukończył szkołę średnią. Następnie wstąpił do ławry Peczerskiej, gdzie w 1992 r. został postrzyżony w riasofor i wyświęcony na hierodiakona. W 1993 r. otrzymał święcenia kapłańskie. 26 sierpnia tego samego roku złożył wieczyste śluby mnisze z imieniem Aleksy, ku czci św. Aleksego metropolity moskiewskiego. W latach 1993–1994 posługiwał w eparchii donieckiej, po czym został przeniesiony do eparchii żytomierskiej, gdzie objął zarząd kancelarii biskupiej. W 1995 r. został dziekanem okręgu (dekanatu) żytomierskiego miejskiego; w tym samym roku otrzymał godność ihumena. Od 1996 r. był sekretarzem eparchii żytomierskiej. W 1997 r. został podniesiony do godności archimandryty. W 2001 r. objął probostwo parafii Opieki Matki Bożej w Żytomierzu. W 2004 r. ukończył Kijowską Akademię Duchowną, w tym samym roku obronił pracę doktorską.
2 stycznia 2022 r. został biskupem dżankojskim i rozdolnieńskim; chirotonia odbyła się w cerkwi Świętych Antoniego i Teodozjusza Pieczerskich w ławrze Peczerskiej, pod przewodnictwem metropolity kijowskiego i całej Ukrainy Onufrego.
W 2022 r. na wniosek metropolity symferopolskiego i krymskiego Łazarza, metropolity teodozyjskiego Platona oraz biskupa Aleksego Święty Synod Rosyjskiego Kościoła Prawosławnego wyłączył kierowane przez nich eparchie – wszystkie na terytorium Krymu – z jurysdykcji autonomicznego Ukraińskiego Kościoła Prawosławnego Patriarchatu Moskiewskiego i podporządkował bezpośrednio patriarsze moskiewskiemu i całej Rusi.